# Víctor Espinoza Apablaza
Víctor Alfonso Espinoza Apablaza (Valparaíso, Región de Valparaíso, Chile, 14 de marzo de 1999) es un futbolista chileno. Juega de defensa y su equipo actual es el Santiago Wanderers de la Primera División de Chile.

## Trayectoria
Formado en las divisiones inferiores del Santiago Wanderers donde incluso saldría campeón en la categoría sub-15 daría el salto al primer equipo durante la temporada 2018 realizando la pretemporada con el plantel titular llegando a ser citado en dos ocasiones durante la primera rueda del torneo de la Primera B frente a Cobreloa y Deportes Melipilla además de un duelo de Copa Chile frente a Palestino pero no llegaría a debutar en ninguno de estos.
Finalmente su debut se daría al ingresar por Reiner Castro en los últimos minutos de la decimoséptima fecha del campeonato de la Primera B 2018 en la victoria de su equipo frente a Coquimbo Unido para posteriormente mantenerse en el plantel caturro sin jugar durante el resto del torneo.

## Selección nacional
Ha sido parte de la Selección de fútbol sub-20 de Chile que se prepara para el Campeonato Sudamericano de Fútbol Sub-20 de 2019 no llegando a disputar torneos oficiales con ella.

## Estadísticas

### Clubes
| Club                                        | Div.          | Temporada     | Liga  | Liga  | Copas Nacionales | Copas Nacionales | Torneos Internacionales | Torneos Internacionales | Total(3) | Total(3) |
| Club                                        | Div.          | Temporada     | Part. | Goles | Part.            | Goles            | Part.                   | Goles                   | Part.    | Goles    |
| ------------------------------------------- | ------------- | ------------- | ----- | ----- | ---------------- | ---------------- | ----------------------- | ----------------------- | -------- | -------- |
| Santiago Wanderers · Chile                  | 2ª            | 2018          | 1     | 0     | —                | —                | —                       | —                       | 1        | 0        |
| Santiago Wanderers · Chile                  | 2ª            | 2019          | 1     | 0     | —                | —                | —                       | —                       | 1        | 0        |
| Santiago Wanderers · Chile                  | 1ª            | 2020          | 2     | 0     | —                | —                | —                       | —                       | 0        | 0        |
| Santiago Wanderers · Chile                  | 1ª            | 2021          | 16    | 1     | —                | —                | —                       | —                       | 16       | 1        |
| Santiago Wanderers · Chile                  | Total club    | Total club    | 20    | 1     | 0                | 0                | 0                       | 0                       | 20       | 1        |
| Total carrera                               | Total carrera | Total carrera | 20    | 1     | 0                | 0                | 0                       | 0                       | 20       | 1        |
| (3) No incluye goles en partidos amistosos. |               |               |       |       |                  |                  |                         |                         |          |          |

### Resumen estadístico
| Competición | Partidos | Goles |
| ----------- | -------- | ----- |
| Primera B   | 2        | 0     |
| Total       | 2        | 0     |

## Palmarés

### Títulos nacionales
| Título    | Club               | País  | Año  |
| --------- | ------------------ | ----- | ---- |
| Primera B | Santiago Wanderers | Chile | 2019 |